# Leegewarfsschloot
Der Leegewarfsschloot ist ein Schloot bei Leegeroarf, einem Gehöft westlich des Wittmunder Ortsteils Willen. Er entspringt nordwestlich von Leegeroarf an der B210, verläuft zunächst nach Süden und mündet dann weiter östlich in den Sichterschloot.